# Janusz Lewandowski
Janusz Antoni Lewandowski (* 13. června 1951, Lublin, Polsko) je polský ekonom a evropský politik, od 8. února 2010 komisař pro rozpočet v Evropské komisi vedené José Barrosem.
V letech 1992 až 1993 byl polským ministrem pro privatizaci.